# Мурђе (Авелино)
Мурђе је насеље у Италији у округу Авелино, региону Кампанија.
Према процени из 2011. у насељу је живело 138 становника. Насеље се налази на надморској висини од 429 м.